# Kunwar Digvijay Singh
Kunwar Digvijay Singh (Barabanki, 22 febbraio 1922 – Lucknow, 27 marzo 1978) è stato un hockeista su prato indiano.

## Palmarès

### Olimpiadi
- Oro a Londra 1948 nell'hockey su prato.
- Oro a Helsinki 1952 nell'hockey su prato.